# Giuseppe Stefanini (cestista)
Giuseppe Stefanini (Camposampiero, 5 maggio 1923 – Milano, 2013) è stato un cestista italiano.

## Carriera
Ha vinto lo scudetto nelle stagioni 1941-1942 e 1942-1943 con la maglia della Reyer Venezia.
Con la Nazionale ha preso parte agli Europei 1946. In totale ha disputato 5 incontri in maglia azzurra, realizzando 8 punti.

## Palmarès
- Campionato italiano: 2

Reyer Venezia: 1941-42, 1942-43